# Christofer Jurado
Pour les articles homonymes, voir Jurado.
Jurado  López est un nom espagnol. Le premier nom de famille, en général paternel, est Jurado ; le second, en général maternel, souvent omis, est López.
Christofer Robín Jurado López (né le 27 octobre 1995 à Panama) est un coureur cycliste panaméen.

## Biographie
Christofer Jurado commence le cyclisme à l'âge de onze ans. 
Alors qu'il n'a que quinze ans, il se révèle au niveau local en remportant le classement du meilleur jeune du Tour du Panama en 2011. Il court ensuite en 2013 en Espagne en rejoignant l'équipe espagnole Bathco. Pour ses débuts en Europe, il remporte une manche de la Coupe d'Espagne juniors et une étape de la Vuelta al Besaya, qu'il termine à la troisième place. 
Repéré par Jean-Jacques Henry, il rejoint l'équipe du Centre mondial du cyclisme en 2014,. En 2015, il devient le premier cycliste panaméen à participer au Tour de l'Avenir. Il termine également quatrième du Tour du Panama, dont il remporte le classement par points, puis participe à la Vuelta a Chiriquí, où il s'impose sur la cinquième étape.
Lors de la saison 2016, il remporte le Souvenir Patrice-Ledru, le Grand Prix du Faucigny mais également la course de côte suisse Martigny-Mauvoisin. Il participe à son deuxième Tour de l'Avenir, où il se classe neuvième d'une étape au sprint. Il conclut sa saison sur le Tour du Panama, où il s'adjuge la deuxième étape ainsi que le classement par points.
Pour la saison 2017, il reprend une licence en Espagne au club Quick Step-Telco'm-Gimex. Double champion du Panama (élites et espoirs), il remporte notamment une étape puis le classement général du Tour de Cantabrie. En fin d'année, il est médaillé de bronze sur le contre-la-montre des Jeux d'Amérique centrale.
En 2020, il remporte deux titres de champion du Panama sur route, gagne deux étapes du Tour du Guatemala avec l'équipe nationale et s’adjuge le championnat d'Amérique centrale du contre-la-montre.

## Palmarès et résultats

### Palmarès par année
- 2013
  - 3e étape de la Vuelta al Norte de Nicaragua
  - 1re étape de la Vuelta al Besaya
  - 3e étape de la Bizkaiko Itzulia
  - 2e du Premio Primavera juniors
  - 2e du Circuito Cántabro Junior
  - 3e de la Vuelta al Norte de Nicaragua
  - 3e de la Vuelta al Besaya
- 2015
  - 5e étape de la Vuelta a Chiriquí
- 2016
  - Souvenir Patrice-Ledru
  - Martigny-Mauvoisin
  - Grand Prix du Faucigny
  - 2e étape du Tour du Panama
- 2017
  -  Champion du Panama sur route
  -  Champion du Panama sur route espoirs
  - Criterium Circuito Internacional
  - 1re étape du Tour de Lleida
  - Tour de Cantabrie :
    - Classement général
    - 1re étape

  - 2e du championnat du Panama du contre-la-montre espoirs
  - 2e de la San Martín Proba
  - 3e de la Classique Xavier Tondo
  - 3e du championnat du Panama du contre-la-montre
  - 3e du Gran Premio San Lorenzo
  -  Médaillé de bronze du contre-la-montre aux Jeux d'Amérique centrale
- 2018
  -  Champion du Panama sur route
  - 3e étape de la Clásica Radio Chiriquí
  - 1re étape de la Vuelta a Chiriquí
  -  Médaillé d'argent de la course en ligne aux Jeux d'Amérique centrale et des Caraïbes
  - 3e de la Clásica Radio Chiriquí
- 2019
  -  Champion du Panama du contre-la-montre
  - 5e étape de la Vuelta a la Independencia Nacional
  - 6e étape du Tour du Panama
  -  Médaillé d'argent du championnat d'Amérique centrale du contre-la-montre
  - 2e du championnat du Panama sur route
  - 3e du Tour du Panama
- 2020
  -  Champion d'Amérique Centrale du contre-la-montre
  -  Champion du Panama sur route
  -  Champion du Panama du contre-la-montre
  - 4e (contre-la-montre) et 10e étapes du Tour du Guatemala
  - Vuelta a Chiriquí :
    - Classement général
    - 1re et 3e (contre-la-montre) étapes
- 2021
  -  Champion d'Amérique Centrale sur route
  -  Champion du Panama du contre-la-montre
  - Germenica Grand Prix
  - 6e étape du Tour du Panama
  - 2e du championnat du Panama sur route
  -  Médaillé d'argent du championnat d'Amérique centrale du contre-la-montre
  - 3e de la Clásica Panamá RPC
  - 3e du Tour du Panama
- 2022
  - 2e du championnat du Panama du contre-la-montre
  -  Médaillé d'argent du championnat d'Amérique centrale du contre-la-montre
  -  Médaillé de bronze du contre-la-montre des Jeux bolivariens
- 2023
  -  Champion d'Amérique Centrale sur route
  -  Champion d'Amérique Centrale du contre-la-montre
  - 3e étape de la Clásica RPC Radio
  - 6e étape du Tour du Panama
  - 4e étape de la Vuelta a Chiriquí
- 2024
  - 8e étape de la Vuelta a Chiriquí
  -  Médaillé d'argent du championnat d'Amérique centrale du contre-la-montre
  - 2e du championnat du Panama du contre-la-montre
  - 3e du championnat du Panama sur route

## Classements mondiaux
| Année                                 | 2017  | 2018  | 2019 | 2020 | 2021 | 2022 | 2023 | 2024 |
| ------------------------------------- | ----- | ----- | ---- | ---- | ---- | ---- | ---- | ---- |
| Classement mondial                    | 1330e | 1169e | 250e | 365e | 182e | 894e | 718e | nc   |
| UCI America Tour                      | 115e  | 91e   | 23e  | 26e  | 13e  | 94e  | 67e  | 45e  |
|                                       |       |       |      |      |      |      |      |      |
| Légende : nc = non classéSource : UCI |       |       |      |      |      |      |      |      |